# Walter Narchi

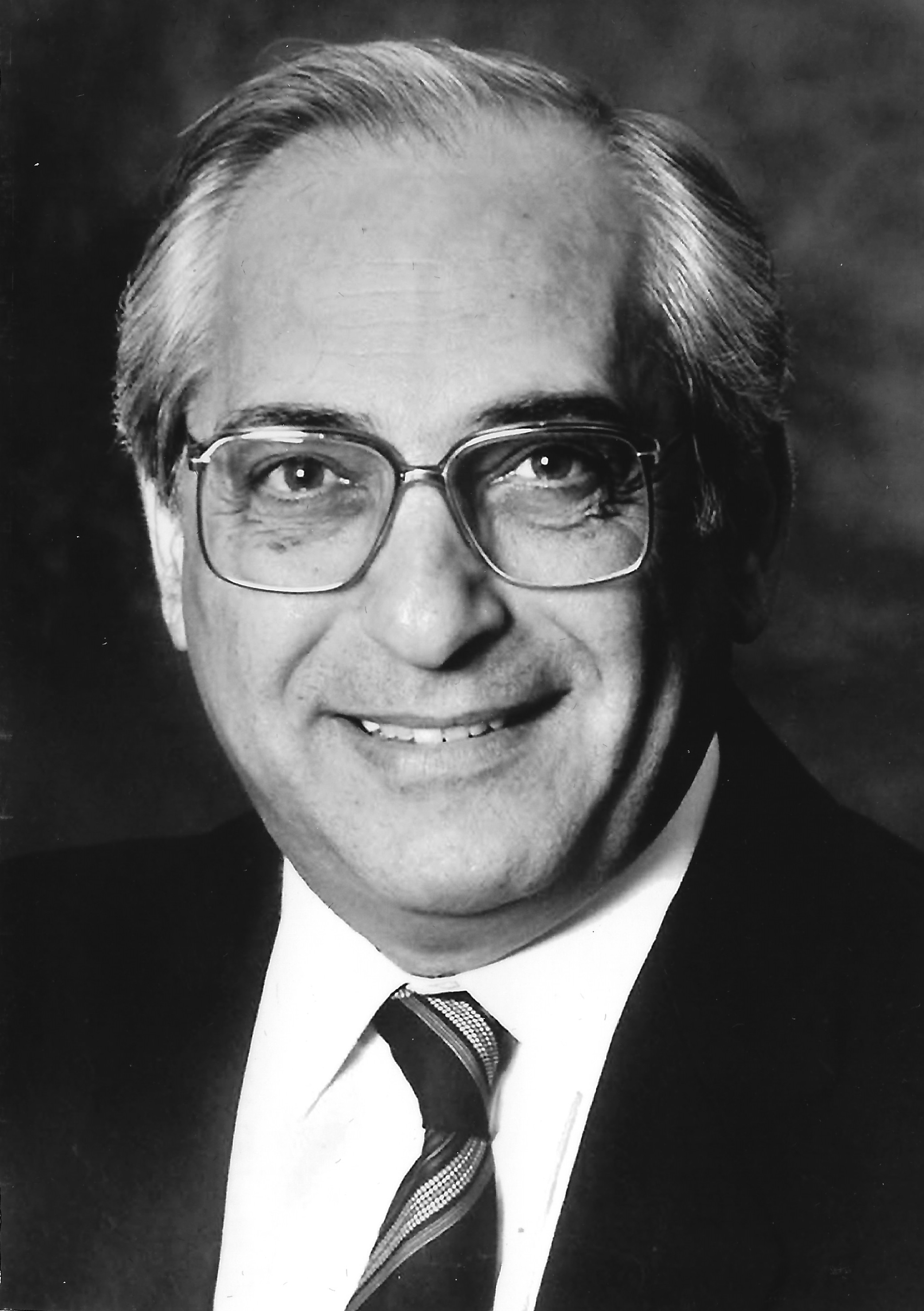
Walter Narchi 1981

Walter Narchi (* 2. September 1929 in São Paulo; † 23. Juni 2004 ebenda) war ein brasilianischer Meeresbiologe. Er erforschte hauptsächlich die funktionelle Anatomie zweischaliger Muscheln und verfasste von 1960 bis 2004 über 60 Arbeiten teilweise mit Erstbeschreibungen von neuen Arten dieses Stammes.

## Leben und Leistungen

### Wissenschaftliche Laufbahn
Walter Narchi absolvierte 1951 bis 1954 das Studium der Naturgeschichte an der Universität von São Paulo. Er promovierte 1955 bis 1960 über Foraminiferen und schloss 1960 mit der Dissertation Sobre Lagenidae e Nodosariidae recentes do Brasil (Foraminifera) (Über rezente Lagenidae und Nodosariidae Brasiliens) ab. Seine Promotion wurde von dem deutsch-jüdischen Wissenschaftler Ernst Marcus (1893–1968) betreut, der 1936 mit seiner Frau Eveline du Bois-Reymond Marcus nach Brasilien emigriert war.
1967 wurde Narchi als Gastwissenschaftler von der University of the Pacific in Stockton, Kalifornien eingeladen. Von Januar bis Dezember 1967 forschte er auf der Pacific Marine Station, Dillon Beach, Marin County, in Kalifornien, wo er von Direktor Edmund H. Smith unterstützt wurde.
Zurück in Brasilien, nahm Narchi 1968 die Einladung von Paulo Sawaya an, die Zoologie-Abteilung der Faculdade de Filosofia, Ciencias e Letras de Rio Claro, heute Universidade Estadual Paulista, zu gründen und diese in Personalunion mit seiner Tätigkeit als Forscher in der Zoologischen Abteilung der Universität von São Paulo zu leiten.
1977 nahm Narchi auf Einladung von  Brian Morton von der Universität Hongkong am First International Workshop on the Malacofauna of Hong Kong and South China in Hongkong teil. Aus der Forschung in Hongkong gingen zwei Publikationen hervor.
Von 1977 bis 1981 war er Leiter der Zoologischen Abteilung des Instituts für Biowissenschaften der Universität von São Paulo. Narchi wurde 1981 Professor und war von 1981 bis 1985 Direktor des Instituts für Biowissenschaften seiner Universität als Nachfolger von Diva Diniz Corrêa.
Zu Narchis zahlreichen Schülern zählt auch der spätere brasilianische Umweltsekretär Paulo Nogueira Neto.

### Privates und Familie
Narchi wurde 1929 in eine aus Homs, Syrien, nach São Paulo emigrierte griechisch-orthodoxe Familie geboren. Seine Frau Estela Aparecida Narchi (geb. Pasqualini, * 1932 in Santa Ernestina, São Paulo), die ebenfalls Naturgeschichte an der Universität von São Paulo studierte und als Gymnasiallehrerin Biologie lehrte, heiratete er 1961 und hatte mit ihr drei Kinder. Die von ihm 1975 entdeckte brasilianische Muschel Petricola stellae benannte er nach ihr.

## Weitere Aktivitäten
Nach Feldreisen im Bundesstaat Bahia erkannte Narchi 1969 die Notwendigkeit der Schaffung eines Meeresnationalparks in der Region Abrolhos und initiierte diese gemeinsam mit Aílton Brandão Joly und Eduardo Cyrino de Oliveira-Filho. In seinem konstanten Einsatz für die Umwelt war Narchi von 1973 bis 1976 Mitglied des wissenschaftlichen Komitees der Associação de Defesa da Flora e Fauna (ADFF) (Verband zum Schutz der Fauna und Flora Brasiliens), heute: Associação de Defesa do Meio Ambiente (ADEMA-SP) und von 1979 bis 1987 Mitglied des Vorstandes der Fundação Parque Zoológico de São Paulo (FPZSP) (Stiftung Zoologischer Garten von São Paulo). 1981 bis 1991 setzte sich Narchi als Präsident der Sociedade Brasileira de Malacologia (SBM) (Brasilianische Malakozoologische Gesellschaft) weiter für den Umweltschutz sowie für die Förderung der Malakozoologie (Weichtierkunde) in Brasilien ein.

## Erstbeschreibungen
- Lagena ycatupe Narchi, 1962
- Fissurina coacatu Narchi, 1962
- Fissurina evelinae Narchi, 1962
- Fissurina juruta Narchi, 1962
- Nodosaria boigra Narchi, 1962
- Saracenaria tayaçu Narchi, 1962
- Ceratobornia cema Narchi, 1966
- Petricola stellae Narchi, 1975
- Eutima sapinhoa Narchi & Hebling, 1975

## Dedikationsnamen
- Mysella narchii (Passos & Domaneschi, 2006)[8]

## Publikationen (Auswahl)
- W. Narchi, F. Dario: Functional morphology of Tivela ventricosa (Gray, 1838) (Bivalvia: Veneridae). In: The Nautilus. Philadelphia, USA.  Vol. 116, Nr. 1, 2002, S. 13–24.
- W. Narchi, F. D. Passos, O. Domaneschi: Bivalves Antárticos e Subantárticos coletados durante as Expedições Científicas Brasileiras à Antártica I a IX (1982–1991). In: Revista Brasileira de Zoologia, Brasilien. Vol. 19, Nr. 3, 2002, S. 645–675.
- W. Narchi, S. G. B. C. Lopes: Functional Anatomy of Nausitora fusticula (Jeffreys, 1860) (Bivalvia: Teredinidae). In: The Veliger. USA. Vol. 41, Nr. 3, 1998, S. 274–288.
- W. Narchi, O. Domaneschi: An anomalous Specimen of Petricola stella (Narchi, 1975) from the Littoral of the State of Sao Paulo, Brazil. In: The Veliger. USA. Vol. 38, Nr. 3, 1995, S. 270–272.
- W. Narchi: Functional Anatomy of a new Petricola (Mollusca: Bivalvia) from the Littoral of Sao Paulo, Brazil. In: Proceedings of the Malacological Society of London, England. Vol. 41, Nr. 5, 1975, S. 451–465.
- W. Narchi, N. J. Hebling: The Life Cicle of the Commensal Hydromedusa Eutima sapinhoa (new species). In: Marine Biology. USA. Vol. 30, 1975, S. 73–78.
- W. Narchi: Comparative Study of the functional morphology of Anomalocardia brasiliana (Gmelin, 1791) and Tivela mactroides (Born, 1778) (Bivalvia: Veneridae). In: Bulletin of Marine Sciences, USA. Vol. 22, Nr. 3, 1972, S. 643–670.

Um Lücken in der portugiesischsprachigen biologiedidaktischen Literatur zu schließen, publizierte Narchi darüber hinaus folgende Lehrbücher:
- W. Narchi: A Cobra. Vertebrados – Edart Livraria Limitada, São Paulo 1973.
- W. Narchi: Crustáceos. Estudos Práticos – Editora Polygono Limitada e EDUSP, São Paulo 1973.
- W. Narchi: A Barata. Edart Livraria Limitada, São Paulo 1967.